# Псамит
Псамити (енгл. Psammite, фр. Psammite, рус. Псаммит) су средњокластичне (песковите) стене, односно стене које садрже зрна средње величине пречника (2–0,0625 mm). Још се називају и псамитске стене.